# Fair Game (1995)
Fair Game ist ein Actionfilm mit Cindy Crawford und William Baldwin aus dem Jahr 1995.

## Handlung
Die Anwältin Kate McQuean lebt in Miami und kommt einer von Ilya Kazak angeführten Gruppe von früheren KGB-Agenten in die Quere, die mit einem Hightech-Schiff ein Unterwasserkabel anzapfen und eine größere Summe Geld stehlen wollen. McQueen wird von den Gangstern gejagt und überlebt anfangs zwei Anschläge, in deren Folge sie von dem Polizisten Max Kirkpatrick beschützt wird. Doch die Gangster verfolgen die beiden Flüchtenden, die durch Telefonate, Kreditkarte und Unterwanderung der Polizei immer wieder aufgespürt werden können. Während der Flucht kommt es immer wieder zu Kämpfen mit den Gangstern, denen das flüchtende Paar jeweils nur knapp entkommen kann.
Max Kirkpatrick wird durch seine bei der Polizei beschäftigte Cousine Rita bei der Suche nach den Hintergründen für die Anschläge unterstützt. Diese wird durch die Gangster aber aufgespürt und – genau wie alle seine Kollegen und Freunde bei der Polizei – ermordet. Kazak hinterlässt auf dem Anrufbeantworter eine zynische Nachricht, in der er rät, sich an ein Medium zu wenden, wenn man mit der getöteten Frau sprechen möchte.
Im Verlauf der Flucht kommen sich Kirkpatrick und McQueen näher, werden aber wiederum durch die Verfolger gefunden und McQueen wird entführt. Kirkpatrick kann entkommen und sich von einem getöteten Verfolger Informationen über die laufende Operation am Unterwasserkabel beschaffen.
McQueen wird auf das Boot, von dem aus vor der amerikanischen Küste das Unterwasserkabel angezapft werden soll, verschleppt und erfährt, dass sie den Plänen der Gangstern durch einen scheinbar harmlosen Scheidungsfall in die Quere gekommen ist. Kirkpatrick gelangt auf das Boot der Verbrecher; er und McQueen können nach einem Kampf mit den Drahtziehern der Verfolgung der Selbstzerstörung des Bootes durch eine Bombe entkommen.

## Hintergrund
Bereits im Juni 1993 berichtete Variety, dass Sylvester Stallone für die Hauptrolle in Fair Game unterschrieben hätte. Der Film, der im Sommer 1994 erscheinen sollte, wurde nach einem Roman von Paula Gosling adaptiert und von Produzent Joel Silver (u. a. Lethal Weapon, Stirb langsam) produziert. Interessanterweise hatte Stallone 1986 bereits Die City-Cobra gedreht, welcher ebenfalls auf Goslings Roman beruhte. Für die weibliche Hauptrolle an der Seite eines der größten Actionstars in der Geschichte Hollywoods wurde zunächst Julianne Moore in Betracht gezogen. Auf der Suche nach einem vielleicht etablierteren Kassenstar, wandten sich die Produzenten dann an die Oscar-Preisträgerin Geena Davis. Als Davis die Rolle ablehnte, wurde Brooke Shields und Drew Barrymore die Rolle angeboten, aber beide lehnten ab.
Ohne Besetzung der weiblichen Hauptrolle war schnell klar, dass der Kinostart im Jahr 1994 nicht realisiert werden konnte und die Veröffentlichung auf 1995 verschoben werden musste. Daraufhin verließ der vielbeschäftigte Stallone das Projekt, um den ähnlich thematisierten Film The Specialist an der Seite von Sharon Stone, zu diesem Zeitpunkt eine der angesagtesten Schauspielerinnen Hollywoods, zu drehen. Nachdem die Dreharbeiten offiziell ausgesetzt waren, wollte Joel Silver die Produktion wieder in Gang bringen und hatte die Idee, die mit ihm befreundete Cindy Crawford zu ihrem Schauspieldebüt zu überreden. Das Model hatte Silver zuvor bereits einige Male abgesagt, da sie laut eigener Aussage nie Schauspielerin werden wollte. Diesmal gefiel Crawford aber die Idee eine Anwältin zu spielen, nachdem sie zuvor eine Reihe von Rollen abgelehnt hatte, in denen sie ein Model darstellen sollte. Mit 28 Jahren erkannte das Supermodel, dass sie nicht nur alt genug war, um eine Anwältin darzustellen, sondern auch die Intelligenz dazu hatte. Die Suche nach einer männlichen Hauptrolle wurde durch ihre Beteiligung viel einfacher und die Produktion nahm den aufstrebenden Star William Baldwin ins Visier. Mit den beiden Kassenschlagern Flatliners und Backdraft ritt Baldwin Anfang der 1990er Jahre auf einer Erfolgswelle und obwohl der voyeuristische Thriller Sliver im Jahr 1993 floppte, hielten seine heißen Liebesszenen mit Sharon Stone den Schauspieler im Rampenlicht.
Die Produktionskosten betrugen schätzungsweise 50 Millionen US-Dollar. Der Film spielte in den Kinos der USA ca. 11,5 Millionen US-Dollar ein.

## Kritiken
James Berardinelli kritisierte die Handlung auf movie-reviews.colossus.net als „idiotisch“, aber lobte die Choreographie der Actionszenen. Er meinte, Menschen, die „irrtümlich“ die Kinokarten kaufen würden, würden nach dem Verlassen des Kinos „Foul!“ schreien.
Roger Ebert lobte in der Chicago Sun-Times vom 3. November 1995 die Stunts und den Charme von Cindy Crawford.

„So sicher wie ein Attentat dem anderen, folgt ein Klischee dem nächsten. Regie und Drehbuch verlassen sich auf die gängigsten Zutaten verwandter Produktionen und den Sexappeal eines Supermodels. Besonders Dialoge und Story erwecken (unfreiwillig) den Eindruck einer Parodie.“

## Auszeichnungen
Die Deutsche Film- und Medienbewertung FBW in Wiesbaden verlieh dem Film das Prädikat wertvoll.
Der Film brachte Cindy Crawford und William Baldwin im Jahr 1996 drei Nominierungen für die Goldene Himbeere ein – Schlechteste Schauspielerin, Schlechteste Newcomerin und Schlechteste Filmpaarung.